# Onnipotenza
(Te laudamus, canto gregoriano del quinto secolo.)

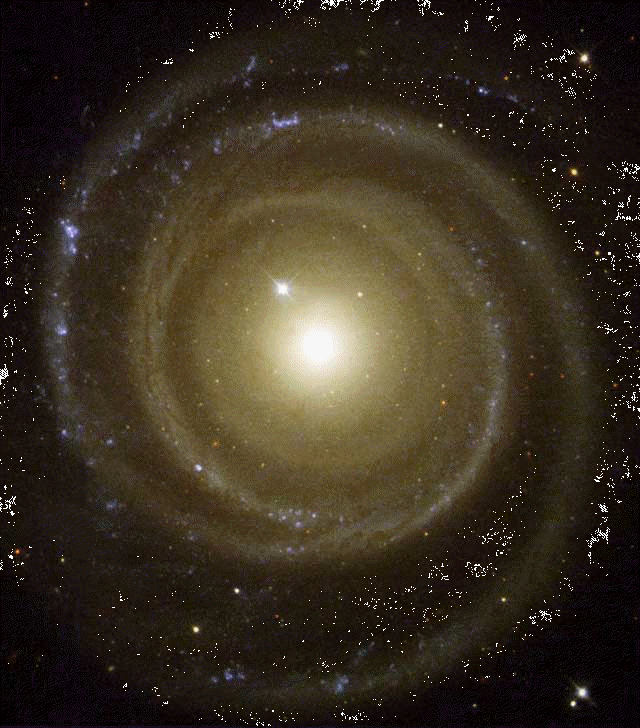
Galassie in formazione a spirale

L'onnipotenza è il potere di esercitare un potere illimitato per creare, fare e causare ogni cosa si vuole senza limiti. Nelle religioni monoteistiche questo attributo è proprio di Dio.
Secondo le religioni monoteistiche dell'Occidente, questo potere racchiude anche l'onnipresenza e la benevolenza.
L'analisi di tale concetto ha dato luogo alla costituzione di innumerevoli paradossi logici che tutt'oggi sono oggetto di dibattito tra studiosi di logica e teologia.

## Storia
Nell'Antico Testamento, il popolo eletto che segue le indicazioni del Signore degli Eserciti (Dominus Deus Sabaoth) vince regolarmente i popoli nemici in battaglia (es. i Leviti con l'Arca dell'alleanza nella conquista di Gerico) . 
L'onnipotenza di Dio è menzionata nella Tradizione apostolica di sant'Ippolito di Roma e in altre formule battesimali.
Più tardi, si ritrova anche nel Credo niceno (" Credo in uno solo Signore Dio, Padre onnipotente...").

## Accezioni di Onnipotenza
Fra le diverse professioni di fede, e a volte anche all'esterno delle stesse, il termine onnipotenza è stato utilizzato per delineare un ampio numero di prese di posizione al riguardo. Queste includono che:
1. Dio sia in grado di fare qualunque cosa. Di conseguenza la risposta alla domanda "Dio può fare x?" è sempre "sì" indipendentemente da cosa sia "x". Comunque ciò porta a delle ovvie contraddizioni ed è un punto di vista sostenuto raramente dai teologi.
2. Dio sia in grado di fare qualunque cosa che sia logicamente possibile[2].
3. Dio sia in grado di fare qualunque cosa decida di compiere.[3]
4. Dio sia in grado di fare qualunque cosa sia in accordo con la Sua stessa natura (pertanto, se tutto quello che dice è vero, viene da Sé che non è in grado di mentire) assumendo che sia nella natura di Dio essere coerente e che, perciò, risulterebbe incoerente infrangere le proprie leggi senza un motivo per cui farlo.[4]

Sotto alcune definizioni filosofiche del termine "Dio", i sensi 2, 3 e 4 possono risultare equivalenti. Generalmente si prende per assunto che Dio possa intervenire soprassedendo alle normali leggi della fisica, non essendo queste parte integrante della sua natura, ma unicamente i principi su cui ha fondato il mondo. Comunque alcuni studiosi moderni (tra cui John Polkinghorne) ritengono che sia nella natura di Dio essere coerente e pertanto risulterebbe contraddittorio andare contro le sue stesse leggi a meno che non ci sia una buona, ed estremamente importante ragione per farlo.

### Definizione della Scolastica
Tommaso d'Aquino riconobbe le difficoltà nella comprensione del potere divino. Infatti scrisse che "Tutti sono d'accordo nel riconoscere che Dio è onnipotente. Ma il difficile sta nell'assegnare la ragione dell'onnipotenza". Nella Scolastica, l'onnipotenza viene considerata come limitata ai poteri del Dio stesso, opposta all'idea delle infinite capacità. Ci sono sicuramente delle cose che un Dio non è in grado di fare. I teologi medievali diedero particolare attenzione ad alcuni triviali esempi di restrizione del potere divino. L'asserzione "Dio può fare qualunque cosa" è valida soltanto con una condizione preliminare "che implica la perfezione del vero potere". Questa soluzione della Scolastica sostiene che azioni come il camminare possano essere compiute dagli uomini ma non da Dio. Piuttosto che una prerogativa del potere, atti di questo genere, sono possibili solamente in quanto essi sono difetti del potere umano. L'abilità di peccare, per esempio, non è un potere bensì un difetto o un'infermità di poco conto. Per rispondere alle domande se Dio fosse in grado di realizzare l'impossibile (come creare dei cerchi quadrati) Tommaso d'Aquino afferma che "Nulla che implichi contraddizioni rientri all'interno del potere di Dio".:
(Summa contra Gentiles II, 22)
Come per la volontà e l'intelletto, Dio si identifica anche con la sua potenza. Potenza e essenza di Dio coincidono. 
Dio è Atto puro privo di potenza: la sua potenza esiste in lui perché subito, istantaneamente si traduce nell'operare il relativo atto:
(SCG II, 9)
C.S. Lewis ha adottato una posizione convenzionale all'interno della sua opera The Problem of Pain (Il Dilemma del Dolore). Lewis seguì la visione di d'Aquino sulla contraddizione:
Questo renderebbe il suo potere sconfinato. Se si sceglie di dire che Dio può dare ad una sua creatura il libero arbitrio e al contempo porre delle restrizioni a questo, allora non si è affermato assolutamente niente su di lui: combinazioni senza senso di parole non acquistano veridicità semplicemente perché sono precedute dalle parole "Dio può". Non è possibile per la più debole delle creature così come per Dio possedere entrambe le nature; ma non perché il Suo potere incontri degli ostacoli ma semplicemente perché il senza senso rimane tale persino quando si parla di Dio.»
(Lewis, 18)

## In psicologia

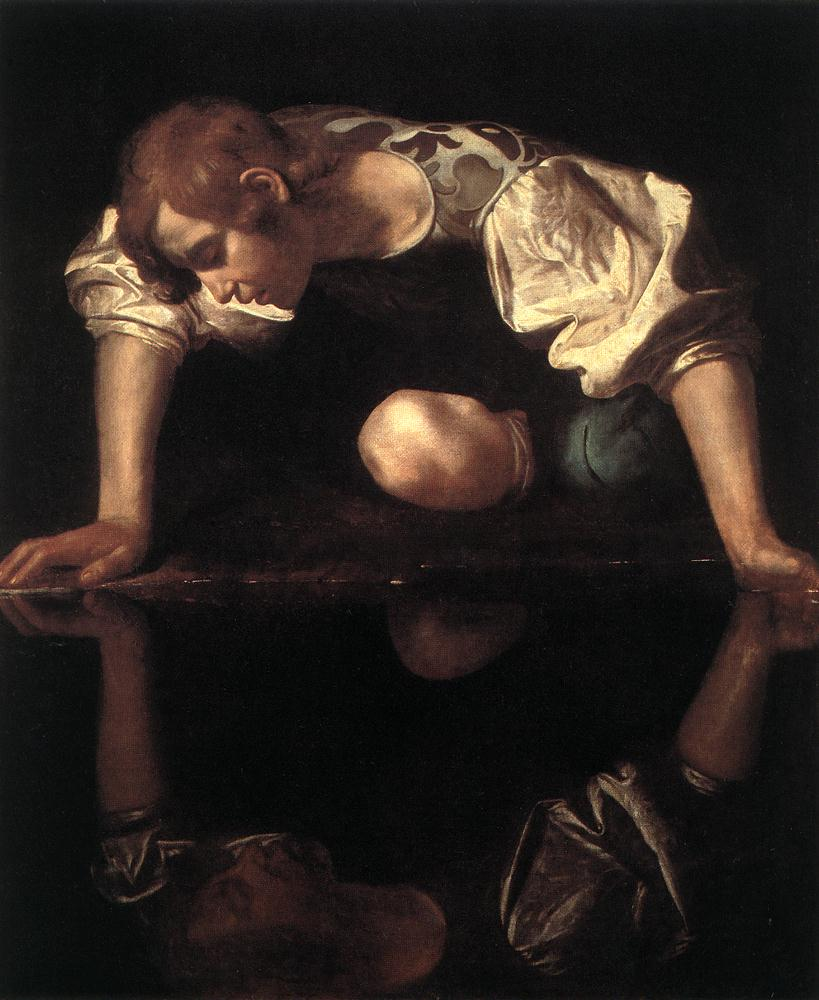
Caravaggio, Narciso, 1594-1596

Il primo freudianesimo ha visto una sensazione di onnipotenza come intrinseca alla prima infanzia. "Come hanno dimostrato Freud e Ferenczi, il bambino vive in una sorta di megalomania per un lungo periodo... la 'fantasia di onnipotenza'". Alla nascita, "il bambino è tutto per quanto egli ne sappia - "onnipotente... ogni passo che fa verso la formazione dei propri limiti e confini sarà per lui doloroso perché dovrà perdere questa sensazione originale quasi-divina di onnipotenza".
Freud considerava che nel nevrotico "l'onnipotenza che attribuisce ai suoi pensieri e sentimenti... è un riconoscimento sincero di una rimanenza della vecchia megalomania dell'infanzia". Per alcuni narcisisti, il "periodo di narcisimo primario, che soggettivamente non aveva bisogno di alcun oggetto ed era completamente indipendente... può essere mantenuto o regressivamente riacquistato... comportamento 'onnipotente'".
Il pediatra e psicoanalista Donald Winnicott ha avuto una visione più positiva di una fede nella prima onnipotenza, reputandola come essenziale per il benessere del bambino, e affermando la necessità di un'assistenza materna "sufficientemente buona" per permettere al bambino di "far fronte all'enorme shock per la perdita di tale onnipotenza". - in opposizione a quelle forze che "prematuramente lo costringono fuori del suo universo narcisistico".

## Rifiuto o limitazione
Alcuni monoteisti rifiutano l'idea che una divinità sia o possa essere onnipotente, o ritengono che, scegliendo di creare creature con il libero arbitrio, la divinità ha optato di limitare la sua onnipotenza divina. Nell'Ebraismo conservatore e quello riformato, come anche in alcuni movimenti all'interno del Cristianesimo protestante, tra cui quello della "Teologia del Processo" e del "Teismo Aperto", le divinità si dice agiscano nel mondo mediante la persuasione e non per costrizione (nel teismo aperto, questa è una questione di scelta: una divinità potrebbe agire miracolosamente e forse a volte fa così - mentre per la Teologia del Processo è una questione di necessità: le creature hanno poteri inerenti che una divinità non può, nemmeno in linea di principio, escludere). Le divinità si manifestano nel mondo attraverso l'ispirazione e la creazione di possibilità, non necessariamente con miracoli o violazioni delle leggi della natura.
Il rifiuto dell'onnipotenza spesso procede da considerazioni filosofiche o scritturali, discusse qui di seguito.

### Motivi filosofici
La Teologia del Processo rifiuta l'onnipotenza illimitata su basi filosofiche, sostenendo che l'onnipotenza come classicamente intesa sarebbe meno che perfetta ed è quindi incompatibile con l'idea di una divinità perfetta. L'idea è radicata nella dichiarazione spesso trascurata di Platone che "essere è potere".
(Platone, 247E)
Da questa premessa, Charles Hartshorne sostiene ulteriormente che:
(Hartshorne, 89)
L'argomentazione può essere affrontata in questo modo:
1) Se un essere esiste, allora deve avere una certa tendenza attiva.
2) Se un essere ha una certa tendenza attiva, allora ha una certa potenza di resistere al suo creatore.
3) Se un essere ha il potere di resistere al suo creatore, allora il creatore non ha potenza assoluta.
Ad esempio, sebbene uno possa controllare un budino di gelatina quasi completamente, l'incapacità di quel budino di mostrare una qualche resistenza rende il potere di quella persona piuttosto insignificante. La potenza si può dire grande solo se viene esercitata su qualcosa che ha modi di difesa e un proprio fine. Se il potere di una divinità deve considerarsi grande, deve certo essere esercitato su esseri che hanno almeno qualche modo di difesa e scopo. Quindi, se una divinità non ha potere assoluto, deve almeno incorporare qualche caratteristica di potenza e qualche caratteristica di persuasione. Questo punto di vista è conosciuto come "Teismo Dipolare".
Le opere più popolari che propongono questo punto sono di Harold Kushner (nell'Ebraismo). La necessità di una visione modificata dell'onnipotenza è stata anche articolata da Alfred North Whitehead nei primi anni del XX secolo e sviluppata dal filosofo statunitense Charles Hartshorne che ha sostenuto le sue tesi nel contesto del sistema teologico noto come "Teologia del Processo".
La questione dell'onnipotenza divina è stata ampiamente dibattuta nella Scolastica medievale in particolare a partire dalla riflessione di Tommaso d'Aquino, anche se gli antecedenti si possono rintracciare già nella teologia scientifica di Teodorico di Chartes. Il dibattito verte su due termini principali potentia absoluta e potentia ordinata dei. Per l'Aquinate la potentia ordinata è rappresentata nel piano dell'ordine naturale, mentre la possibilità di Dio di agire de potentia absoluta gli è garantita dalla sua posizione prospettica privilegiata, quella fuori da tempo, come il man on the tower chaucheriano. Le due grandi posizioni alternative all'interno del dibattito sono quelle che verranno costituite da Duns Scoto e Guglielmo d'Ockham. Scoto dà della potentia dei un'interpretazione politico-giuridica a cui se ne aggiunge una che si rifà al locus teologico dell'uomo inteso come viator. Il primo argomento è esteso a tutte le creature razionali che infatti possono agire ordinate, ovvero de iure, oppure absolute, ovvero de facto. La possibilità d'azione de facto è legata alla possibilità di soprassedere alle leggi: così un re può modificare la legge mondana, ma deve sempre rispettare quella divina. Dio non deve sottostare dunque ad alcun tipo di legiferazione che non possa modificare e in questo si costituisce la sua onnipotenza.
La seconda argomentazione scotista si riferisce alle accuse che evidenzierebbero nell'azione divina de potentia absoluta un agire divino inordinate e dunque un segno d'imperfezione e dunque di qui la contraddizione (questa è per altro la posizione di Ockham). Scoto risponde che l'uomo dalla sua posizione di viator potrebbe cogliere come inordinate un cambiamento che invece dall'onnisciente prospettiva divina era sempre stato concepito come parte dell'ordine cosmico. La contraddizione dunque sarebbe insussistente per l'incapacità umana di afferrare pienamente l'agire divino. Ockham si pone in contrasto con la concezione Scotista affermando che qualunque modificazione absolute dell'ordine naturale sarebbe sintomo dell'imperfezione divina poiché nel momento della creazione Dio dovrebbe aver ordinato la natura nel miglior modo possibile e solo un errore lo costringerebbe a metterci mano, da qui la contraddizione. La potentia absoluta era la possibilità divina di scegliere a un certo t0 tra un'infinità di mondi possibili il mondo che poi da t1 sarebbe proseguito ordinate attraverso le leggi naturali che lo costituivano. Un'obiezione possibile alla tesi ockhamista è costituita dagli eventi miracolosi che sono però collocati da Ockham negli avvenimenti de potentia ordinata ovvero rispondenti alle leggi di natura che trasgredirebbero solo apparentemente. L'importanza della posizione del venerabilis inceptor sta nell'invenzione del concetto di mondo possibile e quindi nel suo collocarsi come antecedente diretto alla teoria dei mondi possibili e del mondo migliore di Leibniz. Il dibattito medievale proseguì dopo questi segnavia su due vie distinte: quella scotista, inaugurata dal doctor subtilis, e quella ockhamista, inaugurata dal doctor invincibilis.

### Motivi scritturali
In diverse versioni italiane del Nuovo Testamento, nel Libro dell'Apocalisse 19:6 è scritto: "...Il Signore, nostro Dio, l'Onnipotente, regna!" (la parola greca originale è παντοκράτωρ, "onni-potente"), sebbene gran parte della narrazione nella Bibbia ebraica (Tanakh) descriva il Dio giudeo-cristiano come interagente nella Creazione primariamente mediante la persuasione e solo occasionalmente mediante la forza. Tuttavia si potrebbe argomentare ulteriormente che l'abilità di contrastare la verità non sia una giusta rappresentazione delle definizioni accettate di potere, negando l'affermazione che una divinità non ha poteri infiniti.
Molti altri versetti nella Bibbia cristiana affermano l'onnipotenza della propria divinità senza utilizzare la parola stessa. Ci sono varie citazioni della divinità cristiana denominata semplicemente "Onnipotente", dimostrando che la Bibbia cristiana sostiene la credenza di una divinità onnipotente. Alcuni di questi versetti sono elencati qui di seguito:
Oltre al Signore Dio e Re degli Eserciti nell'Antico Testamento (Dominus Sabaoth del Sanctus), un riferimento chiaro si trova proprio all'inizio del Vangelo secondo Luca, per l'Annunciazione:
(Luca 1:37)
Diverse parti del Nuovo Testamento asseriscono come Gesù sia uno con il Padre, che è onnipotente, e altre asseriscono che Gesù avesse una certa separazione dal Padre e anche delle autolimitazioni della sua potenza (Vangelo di Giovanni), poiché condivise in tutto la condizione umana, compreso il dolore e la morte, fuorché nel peccato. Nei casi di resurrezione, esorcismo nella sinagoga di Cafarnao, pesca miracolosa mostrò di avere la stessa signoria di Dio Padre sulla natura creata (la morte, i demoni, le forze naturali).

## Onnipotenza nel monoteismo occidentale

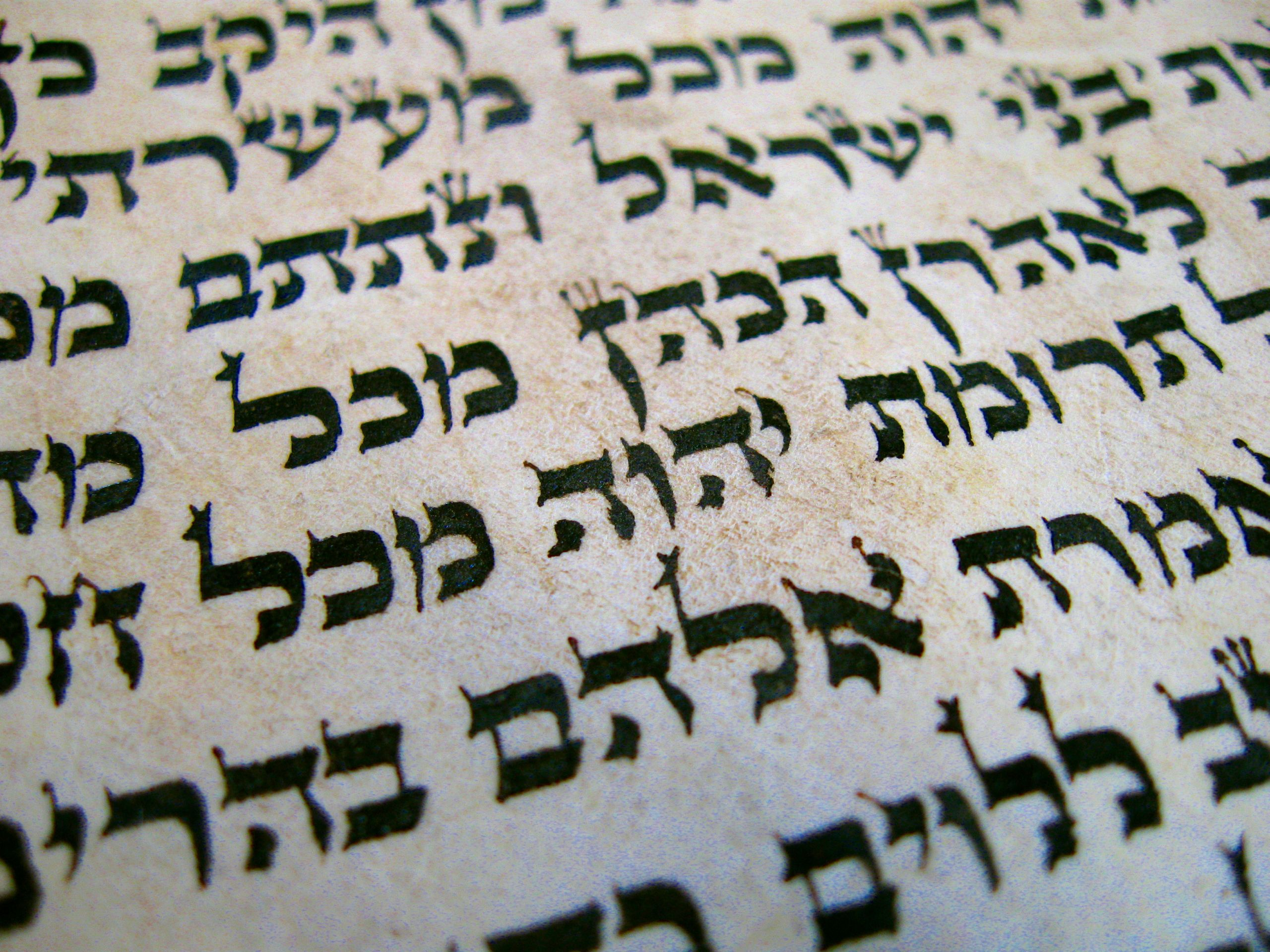
Tetragramma in un rotulus della Torah

Dio è onnipotente nella tradizione monoteistica perché si afferma che Dio abbia creato il mondo dal nulla - ex nihilo. Ciò significa che Dio creò la materia da cui l'Universo venne fatto e fu la forza animatrice dell'intera creazione. Se Dio crea ogni cosa, dal nulla, allora è una contraddizione dire che ci siano cose che Dio non può fare. Non c'è limite alla potenza di Dio. Nel monoteismo c'è un solo dio e questo Dio può tutto, cioè è onnipotente. Questo è un attributo necessario di Dio perché, a meno che Dio non sia onnipotente, non si può aver fede in Lui che assicuri il trionfo del bene e della verità sul male e la menzogna. In ugual modo, se Dio non è onnipotente, non può mantenere le Sue promesse. C'è una speranza nel monoteismo occidentale che dopo questa vita terrena il genere umano verrà resuscitato - solo la promessa di Dio può dar fiducia che ci sarà un Mondo a venire e se Dio non è onnipotente, tale promessa potrebbe non verificarsi. C'è anche una promessa di salvezza e, nuovamente, se Dio non è onnipotente, non può esserci speranza che questa promessa venga mantenuta. Se si potesse dimostrare che Dio non è onnipotente, ciò avrebbe un drammatico impatto sulle religioni monoteistiche..

### Modelli
Per esaminare la questione dell'onnipotenza, bisogna prima decidere quale "modello" di Dio si sta utilizzando quando si propongono postulati sulla Sua natura. Normalmente ci si basa su due modelli specifici: quello del Dio "semplice" e quello del Dio "eterno". Il Dio eterno può agire nel tempo e quindi affermare che il Dio eterno è onnipotente non crea ovvi problemi immediati in merito alla Sua abilità di fare qualcosa. Tuttavia, il Dio totalmente semplice di Tommaso d'Aquino (e della filosofia), come già spiegato più sopra, è un Dio che sembra non possa agire. Ciò accade perché il Dio totalmente semplice non può far nulla. Dio è attualità completa senza potenziale e quindi non può agire poiché agire significa cambiare dall'avere la potenzialità di agire al metterlo in atto, il che richiede tempo. Tommaso, avendo adottato il modello totalmente semplice di Dio da Aristotele, era conscio di questo problema e lo risolse affermando che Dio agisce eternamente con un unico atto eterno. Tale atto eterno di Dio produce effetti temporali. L'errore che molti fanno è quello di assumere che, poiché c'è un effetto temporale - per esempio, avviene un miracolo e una montagna improvvisamente viene ad esistere - Dio ha agito nel tempo e nello spazio per creare l'esistenza della montagna. Ciò chiaramente contraddice il modello del Dio totalmente semplice che non può agire. La risposta di Tommaso è che Dio ha sì agito per far esistere la montagna ma è stato parte dell'unico atto eterno di Dio che ha fatto esistere la montagna. È stata un'azione atemporale con un effetto temporale e spaziale. In questo modo quindi il Dio totalmente semplice può agire e può essere considerato onnipotente, ma le sue azioni sono tutte compiute in un'unica azione eterna.

### Potere su tutto o poter far tutto?
L'affermazione che Dio può fare tutto fa sorgere domande comuni in tutti i circoli filosofici sin dalla prima antichità: "Se Dio è onnipotente, può Dio squadrare il cerchio?" o la solita "Può Dio creare una pietra troppo pesante perché possa alzarla?" Il punto è basilarmente il seguente:
1. Se Dio è onnipotente, allora dovrebbe essere in grado di fare qualsiasi cosa, ma
2. Ci sono certe cose che proprio non ha senso che Dio sia in grado di fare.

La difficoltà nel formulare il problema in questo modo sta al nr. 1.
Tommaso d'Aquino era uno dei tanti teologi che ammetteva tale problema e cercava di risolverlo. Egli nega che Dio possa fare tutto - esistono certe azioni che sembrano azioni ma in realtà sono "pseudo-azioni": sono formazioni di parole che paiono rappresentare delle azioni ma effettivamente sono controsensi. Alcuni esempi:
- Un cerchio quadrato (controsenso - un quadrato non può essere un cerchio e un cerchio non può essere un quadrato)
- Uno scapolo sposato (altro controsenso - scapolo è colui che non è sposato ed è un controsenso dire che uno che è celibe possa essere coniugato)
- Una nubile uomo (controsenso - una nubile è per definizione donna e non può essere uomo)
- Una pietra troppo pesante perché Dio possa alzarla (famosa questione, ma controsenso - per definizione Dio è onnipotente, Dio può tutto e non ci può essere una pietra che tale Dio non possa alzare).

È importante riconoscere che Tommaso d'Aquino non dice che queste sono azioni che Dio non può eseguire. Invece queste non sono affatto azioni - sono formulazioni di parole che non hanno contenuto, che sono controsensi e senza significato. Sembra che rappresentino azioni, ma sono in realtà forme di parole vuote.
Tommaso d'Aquino asserisce che Dio può fare tutto, assolutamente. Tuttavia, ciò che è assolutamente possibile significa qualsiasi cosa che non rappresenti un controsenso. Quindi dice:
1. Dio può fare qualsiasi cosa assolutamente possibile
2. Ciò significa che Dio può fare qualsiasi cosa che sia logicamente possibile, qualsiasi cosa che non coinvolga una contraddizione.

Ci sono due modi in cui una possibile azione possa contraddire la natura di Dio:
I. Se l'azione stessa è contraddittoria. I primi tre esempi succitati sono azioni logicamente contraddittorie
II. Se l'azione contraddice la natura di Dio. L'ultimo dei suddetti esempi fa parte di questa categoria.
Bisogna spiegare il II modo. Basilarmente significa che qualsiasi azione non può contraddire ciò che Dio è. Per esempio:
- Dio non può creare un essere più potente di Dio, poiché ciò contraddirebbe la natura di Dio come onnipotente.
- Se Dio è onnipotente, Dio non può rendersi non-onnipotente, poiché la natura di Dio ne sarebbe contraddetta (questo naturalmente non impedisce a Dio di scegliere di non usare la Sua potenza).

Questa quindi è la definizione di Dio adottata dalla maggioranza dei teologi cristiani – Dio è onnipotente ma ciò significa che Dio può fare solo quello che è logicamente possibile Dio faccia. Dio per Tommaso è vincolato dalle regole della logica e non può fare cose che contravvengono la Sua natura divina.

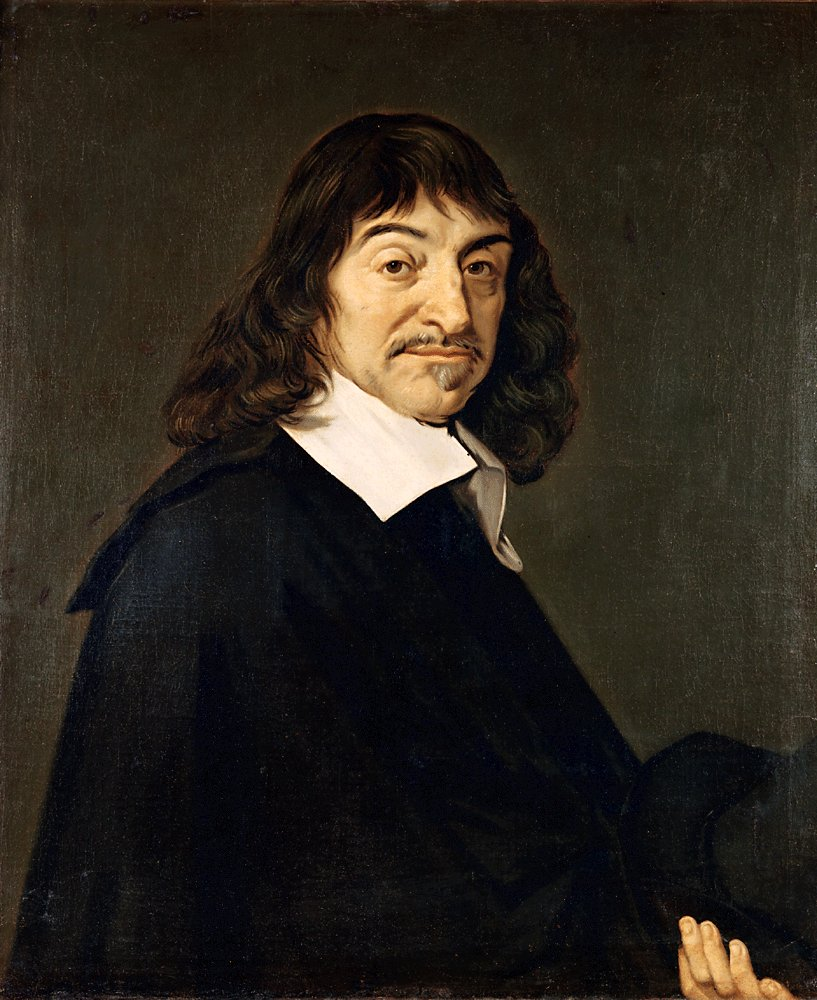
Cartesio nel 1649 (dipinto di Frans Hals)

René Descartes tentò di difendere la dottrina dell'onnipotenza assoluta affermando che, poiché Dio ha creato l'Universo, Dio ha creato anche le leggi della logica. È un errore quindi dire che Dio è limitato dalla logica dato che la logica è stata creata da Dio. Dio può fare cose che vanno contro la logica come la intendiamo. Descartes non intende che Dio può fare il logicamente impossibile. Quello che dice è che gli esseri umani non sanno ciò che è e ciò che non è possibile a Dio e che Dio certamente non è limitato dalle leggi della logica che Dio ha creato. Per quanto ne sappiamo noi, Dio potrebbe essere in grado di fare cose che noi reputiamo impossibili. Descartes sta quindi asserendo che Dio è così trascendente, così differente dagli esseri umani che non possiamo usare la logica per mettere dei limiti a cosa Dio possa o non possa fare. Insomma, non possiamo proprio sapere ciò che sia o non sia possibile a Dio. È praticamente come ritirarsi dietro una pretesa di mistero. Descartes non affronta la questione se sia possibile a Dio di suicidarsi, sebbene Tommaso d'Aquino direbbe che questa sarebbe un'impossibilità logica, poiché Dio, essendo totalmente semplice, non può cambiare e cessare di esistere sarebbe un cambiamento in Dio. Se c'è una qualunque cosa che Dio non possa fare, come suicidarsi, allora Descartes non ha difeso con successo l'attributo di onnipotenza assoluta dato che ci sono ancora delle cose che Dio non può fare. Tuttavia Descartes potrebbe replicare dicendo che sta semplicemente affermando che, data la natura di Dio, la conoscenza umana non è adeguata a fissare limiti alla potenza di Dio.
Filosofi come John Ellis McTaggart e Thomas Hobbes sarebbero d'accordo che Dio è onnipotente e che ciò significa che Dio può fare tutto, ma sosterrebbero anche che "Dio è onnipotente" non deve essere considerata una proposizione filosofica. Cercare di provare che Dio può fare ogni cosa e comprendere letteralmente l'onnipotenza di Dio e non apprezzare il fatto che questa è un'affermazione religiosa, può far sorgere innumerevoli problemi che il credente non ha bisogno di affrontare. Ciò comunque non risolve la questione di quale significato si debba dare all'onnipotenza.

### Dio come Onnipotente
Se invece di pensare come fanno i filosofi che l'onnipotenza di Dio significhi "può fare di tutto", la considerassimo invece col significato "Dio ha potere su tutte le cose", allora ciò diverrebbe molto meno problematico. Innanzi tutto l'affermazione viene riconosciuta come "linguaggio religioso" e deve esser vista nel contesto della situazione in cui ha un suo significato, cioè una situazione prettamente religiosa. Una volta che la si riconosce come esempio di linguaggio umano, si riconosce anche che fa parte di quei concetti umani che assistono nel comprendere gli attributi di Dio, ma non vanno presi alla lettera. La frase è un'analogia. C'è una connessione tra potenza umana e potenza divina, ma comprendere la potenza umana fa solo parte di un percorso verso la comprensione della potenza divina. La proposizione "Dio non può fare X" è vera - ma ciò non implica un limite alla natura della potenza di Dio. Ciò che Dio non può fare è ciò che nella Sua perfezione Dio non può voler fare - e in Dio non ci può essere un cuneo logico tra ciò che è in grado di fare e ciò che vuole fare, poiché la volontà di Dio e la potenza di Dio sono in verità identiche. I monoteisti devono credere che Dio è onnipotente, ma ciò non significa che debbano credere che tale credenza implichi che Egli può fare tutto. Non è possibile che Dio manchi di (Sua) parola - che è logicamente possibile, non è possibile che Dio menta, non è possibile che Dio si suicidi, non è possibile che Dio crei qualcosa che sia troppo pesante per Lui da alzare, Dio non può cambiare. Ci sono cose che Dio non può fare. Il filosofo britannico Peter Geach (n. 1916) sostiene che quando Tommaso d'Aquino difende l'onnipotenza di Dio, è chiaro che non dà all'onnipotenza il significato che "Dio può fare tutto", ma che Dio può fare qualsiasi cosa che non sia esclusa dalla logica o dalla Sua natura. Il che significa che Tommaso non sta difendendo l'onnipotenza assoluta di Dio, ma sta difendendo Dio come Onnipotente.

## Nei testi Biblici
Il concetto di onnipotenza viene fatto risalire alle divinità, e per questo accostato anche al Dio biblico, e su questo è stata costruita una serie di ipotesi e teorie, ma nella Bibbia il termine Onnipotente non esiste; "Dio Onnipotente" viene reso come traduzione per il termine in ebraico "Shaddai", in ebraico אל שדי, che appare nei testi Biblici 91 volte (in alcuni punti accoppiato ad altri vocaboli ed altre volte come termine unico di teonimo); non esiste un significato certo di El Shaddai, ma gli esegeti ebraici ed i filologi suppongono che la locuzione sia forse da intendere "Signore della montagna" o "Signore Distruttore" o "Signore della Steppa" o “Signore della Fertilità“, ma certamente non come “Onnipotente”, concetto che quindi non appartiene alla religione ebraica ed al Dio Biblico.

## Paradossi
La convinzione che l'onnipotenza esista in qualsiasi forma può senza dubbio essere confutata. Un esempio classico è la seguente:
"Può una divinità creare una pietra così pesante che anche la divinità stessa non può sollevare? Se sì, allora la roccia è ora insollevabile, limitando il potere della divinità. Se no, allora la divinità non è del tutto onnipotente, perché non può creare tale pietra."
Combinare l'onnipotenza con l'onniscienza può produrre la difficoltà se o meno una divinità possa porre una domanda a cui tale divinità non conosca la risposta.
Agostino d'Ippona, nella sua opera La città di Dio, affermava invece che Dio non potesse fare nulla che lo rendesse non-onnipotente:
Si dice onnipotente perché fa ciò che vuole, non perché subisce ciò che non vuole; se questo si verificasse in Lui, non sarebbe affatto onnipotente. E appunto perché è onnipotente non può alcune cose.

## Altre opinioni

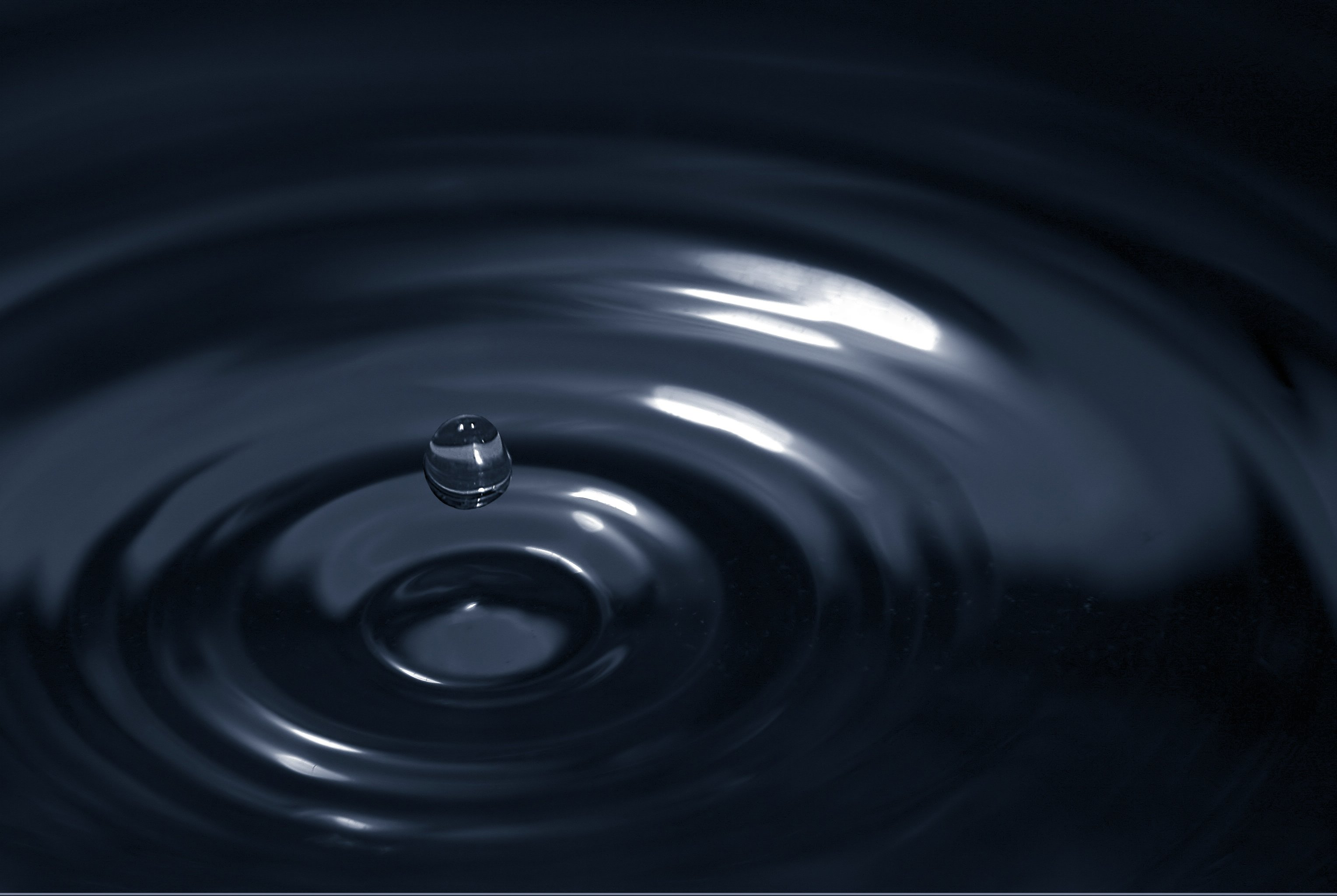
Impatto di una goccia d'acqua, analogia comune per Brahman e l'Ātman

Tao in carattere cinese

Tutte le succitate affermazioni di potenza sono individualmente basate su motivi scritturali e sulla percezione empirica umana. Questa percezione è limitata ai nostri sensi. La potenza di una divinità è legata alla sua esistenza. Ci sono tuttavia altri modi di percezione, come: la ragione, l'intuizione, la rivelazione, l'ispirazione divina, l'esperienza religiosa, gli stati mistici e la testimonianza storica.
Secondo la filosofia induista, l'essenza di Dio o Brahman non può mai essere compresa o conosciuta poiché Brahman è al di là sia dell'esistenza che dell'inesistenza, trascendendo e includendo il tempo, la causalità e lo spazio, e quindi non può mai essere conosciuta nello stesso senso materiale che uno tradizionalmente "comprende" un dato concetto o oggetto.
Quindi presumendo che esista un'entità divina che coscientemente intraprende azioni, noi non siamo in grado di comprendere i limiti dei poteri di tale divinità. Dal momento che le attuali leggi della fisica sembra siano validi solo in questo universo, è possibile che le leggi della fisica siano diverse in universi paralleli, dando ad un'entità divina più potere. Se il numero di universi è illimitato, allora il potere di una certa entità divina è illimitata, in quanto le leggi della fisica possono essere diverse in tanti altri universi, rendendo di conseguenza tale entità onnipotente. Purtroppo, per quanto riguarda il multiverso vi è una mancanza di correlazione empirica. Agli estremi esistono teorie su reami al di là di questo multiverso (Nirvana, Caos, Nulla).
Inoltre, cercare di sviluppare una teoria per spiegare, assegnare o refutare l'onnipotenza su basi logiche non ha molto valore, dato che essere onnipotenti significherebbe esser oltre la logica - opinione sostenuta da René Descartes, che propone tale idea nelle sue Meditazioni metafisiche.
Permettere presupposti che esista una divinità potrebbe portare ad un'ulteriore discussione che tale divinità stia consapevolmente svolgendo delle azioni. Si potrebbe concludere, da un punto di vista emanatista, che tutte le azioni e creazioni di una divinità siano semplicemente flussi di energia divina (il fluire del Tao, in combinazione con qi è spesso visto come un fiume; Il Dharma (buddhismo), la legge della natura scoperta da Buddha, non ha inizio né fine). Il Panteismo e/o panenteismo considera l'universo/multiverso come "il corpo di Dio", facendo di "Dio" tutto e tutti. Cosicché se uno fa qualcosa, è in realtà "Dio" che la fa. Secondo questo concetto, noi siamo "Dio".
Nella tradizione religiosa o filosofica taoista, il Tao è in qualche modo equivalente a una divinità o al logos. Si attribuisce al Tao una potenza inesauribile, ma tale potenza è semplicemente un altro aspetto della sua debolezza.